# Kamena strela
Mineral kamena strela oz. silicijev dioksid, imenovan tudi kvarc, je stabilna modifikacija silicijevega dioksida s kemično formulo {\displaystyle SiO_{2}} in ga ne smemo zamenjevati s kremenom, ki je silicijeva sedimentna kamnina. Največkrat jih najdemo v gorah, zato se uporablja tudi izraz "gorski kristal".
Najdišča kamene strele so po vsem svetu, glavna najdišča v Sloveniji pa so v Crngrobu, na Črnem vrhu nad Polhovim Gradcem, na Slivnici pri Cerknici in na Hrastniku pri Škofji Loki.
Kot ponaredek kamene strele v nakitu se pojavlja steklo. Steklo je od kamene strele mehkejše, zato lahko v ponaredek s kameno strelo zlahka zarazimo.